# Abryna regispetri
Acanthocinus obsoletus  (лат.) — вид жуков-усачей из подсемейства ламиин. Распространён в Азии — Камбоджа, Китай, Лаос, Малайзия, Мьянма и Таиланд. Кормовым растением личинок является Bambusa polymorph.